# Marmosa zeledoni
Marmosa zeledoni és una espècie d'opòssum de la família dels didèlfids. Viu a Colòmbia, Costa Rica, Nicaragua, Panamà i, possiblement, l'Equador. Té el pelatge de color marró rogenc al dors i de color gris al ventre. Anteriorment se la considerava una subespècie de la marmosa de Mèxic (M. mexicana). Aquest tàxon fou anomenat en honor del naturalista costa-riqueny José Castulo Zeledón.